# Johnny Newman (calciatore)
Johnny Newman, all'anagrafe John Henry George Newman (Hereford, 13 dicembre 1933) è un allenatore di calcio ed ex calciatore inglese, di ruolo difensore.

## Caratteristiche tecniche
Era un difensore centrale.

## Carriera

### Giocatore
Esordisce tra i professionisti all'età di 18 anni con il Birmingham City, club con cui aveva già giocato nelle giovanili e con cui tra il 1951 ed il 1955 totalizza complessivamente 32 presenze nella seconda divisione inglese, categoria in cui nella stagione 1954-1955 vince peraltro il campionato. L'anno seguente esordisce in prima divisione, giocandovi 14 partite; in questa stagione gioca inoltre anche la finale di FA Cup, in cui il suo club viene sconfitto con il punteggio di 3-1 dal Manchester City. Rimane ai Bluenoses anche nella stagione 1956-1957 (in cui gioca 8 partite in campionato) e nella prima parte della stagione 1957-1958, in cui gioca ulteriori 6 incontri in massima serie per poi venire ceduto al Leicester City, altro club della medesima categoria. Durante la sua permanenza al Birmingham City gioca inoltre anche 2 partite nella Coppa delle Fiere 1955-1958.
Con il Leicester City trascorre invece due stagioni e mezzo in prima divisione, giocando tra l'altro stabilmente da titolare nella stagione 1958-1959 (42 presenze e 2 reti, peraltro le sue uniche in carriera in questa categoria). Passa quindi al Plymouth, club di seconda divisione, con cui gioca dal 1960 al 1968 per complessive 298 presenze e 9 reti in partite di campionato; nel corso della stagione 1967-1968, dopo sette stagioni e mezzo in squadra, viene ceduto all'Exeter City, in quarta divisione: qui, in quattro stagioni e mezzo, ovvero fino al termine della stagione 1971-1972, totalizza complessivamente 92 presenze ed una rete in campionato, tutte in quarta divisione. A partire dal 1º aprile 1969 diventa inoltre anche allenatore del club, incarico che manterrà anche dopo il termine della carriera da giocatore.
In carriera ha totalizzato complessivamente 511 presenze e 12 reti nei campionati della Football League.

### Allenatore
A partire dalla stagione 1972-1973 rimane all'Exeter City solamente come allenatore, conquistando piazzamenti nella parte alta della classifica (tra il 1972 ed il 1976 il piazzamento peggiore è infatti un decimo posto) ma sempre lontano dalla zona promozione. Lascia il club il 21 dicembre 1976, dopo sette stagioni e mezzo da allenatore (e nove stagioni totali di permanenza contando anche gli anni in cui era solamente giocatore) per accasarsi il giorno stesso al Grimsby Town, club di terza divisione, con cui conclude però la stagione 1976-1977 retrocedendo in quarta divisione, categoria nella quale allena i Mariners nel biennio successivo, conquistando anche una promozione in terza divisione al termine della stagione 1978-1979, dopo la quale lascia però il club.
Il suo successivo incarico da allenatore è sulla panchina del Derby County, che guida sostanzialmente per quasi tutto l'anno solare 1982 (precisamente dal 25 gennaio al 7 novembre) nel campionato di seconda divisione, con un rendimento altalenante (conclude infatti con un sedicesimo posto in classifica la Second Division 1981-1982, mentre nel campionato successivo il club dopo il suo esonero si piazza in tredicesima posizione). Dopo qualche mese di inattività, il 1º marzo 1983 viene ingaggiato dall'Hereford Utd, club della sua città natale, militante in quarta divisione; rimane alla guida dei Bulls fino al 2 ottobre 1987, conquistando sempre piazzamenti di metà classifica fatta eccezione per la sua prima stagione (conclusa con un ultimo posto in classifica) e per la stagione 1984-1985 (conclusa con un quinto posto in classifica, a sette punti di distacco dalla promozione in terza divisione). Infine, ha concluso la carriera nel 1988 dopo una stagione come vice di Bobby Saxton allo York City.

## Palmarès

### Giocatore

#### Competizioni nazionali
- Campionato inglese di seconda divisione: 1

Birmingham City: 1954-1955